# Керсі (Пенсільванія)
Керсі (англ. Kersey) — переписна місцевість (CDP) в США, в окрузі Елк штату Пенсільванія. Населення — 797 осіб (2020).

## Географія
Керсі розташоване за координатами 41°21′26″ пн. ш. 78°36′33″ зх. д. / 41.35722° пн. ш. 78.60917° зх. д. (41.357257, -78.609215).  За даними Бюро перепису населення США в 2010 році переписна місцевість мала площу 4,04 км², з яких 4,04 км² — суходіл та 0,01 км² — водойми.

## Демографія
Згідно з переписом 2010 року, у переписній місцевості мешкало 937 осіб у 392 домогосподарствах у складі 269 родин. Густота населення становила 232 особи/км².  Було 411 помешкання (102/км²).
Расовий склад населення:
| - 99,5 % — білих - 0,2 % — корінних американців |

До двох чи більше рас належало 0,3 %. Частка іспаномовних становила 0,5 % від усіх жителів.
За віковим діапазоном населення розподілялося таким чином: 22,1 % — особи молодші 18 років, 60,9 % — особи у віці 18—64 років, 17,0 % — особи у віці 65 років та старші. Медіана віку мешканця становила 42,8 року. На 100 осіб жіночої статі у переписній місцевості припадало 100,2 чоловіків;  на 100 жінок у віці від 18 років та старших — 101,1 чоловіків також старших 18 років.
Середній дохід на одне домашнє господарство  становив 59 522 долари США (медіана — 51 953), а середній дохід на одну сім'ю — 65 226 доларів (медіана — 56 875). За межею бідності перебувало 2,9 % осіб, у тому числі 0,0 % дітей у віці до 18 років та 0,0 % осіб у віці 65 років та старших.
Цивільне працевлаштоване населення становило 458 осіб. Основні галузі зайнятості: виробництво — 58,5 %, науковці, спеціалісти, менеджери — 10,0 %, освіта, охорона здоров'я та соціальна допомога — 6,3 %, транспорт — 6,1 %.